# Horst Wängler
Horst Wängler es un deportista de la RDA que compitió en piragüismo en la modalidad de eslalon. Ganó cuatro medallas en el Campeonato Mundial de Piragüismo en Eslalon entre los años 1961 y 1967.

## Palmarés internacional
| Campeonato Mundial | Campeonato Mundial                 | Campeonato Mundial | Campeonato Mundial   |
| Año                | Lugar                              | Medalla            | Competición          |
| ------------------ | ---------------------------------- | ------------------ | -------------------- |
| 1961               | Hainsberg (RDA)                    | Medalla de oro     | F1 por equipos       |
| 1965               | Spittal (Austria)                  | Medalla de oro     | C2 mixto por equipos |
| 1965               | Spittal (Austria)                  | Medalla de bronce  | C2 mixto             |
| 1967               | Lipno nad Vltavou (Checoslovaquia) | Medalla de plata   | C2 mixto             |